# Loch Eriboll

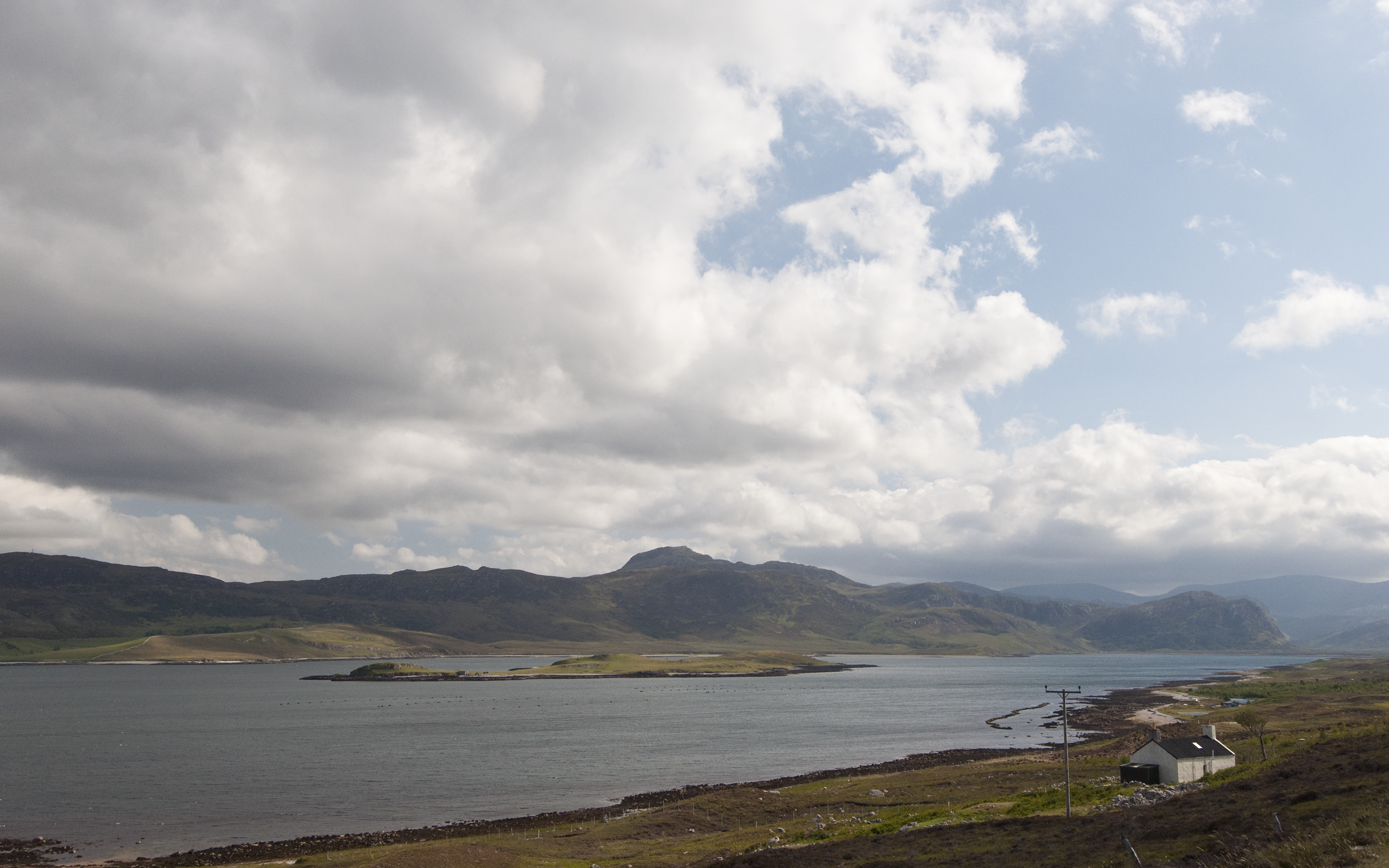
Loch Eriboll met Eilean Choraidh en Laid rechts op de westelijke oever

Loch Eriboll (Schots-Gaelisch: Loch Euraboil, Oudnoors: Eyrr-bol of boerderij aan het strand) is een inham aan de noordkust van Schotland. Loch Eriboll is ongeveer 16 kilometer lang en ligt ongeveer zes km ten oosten van Durness. Op de oevers van Loch Eriboll liggen de dorpen Eriboll, Portnancon, Heilam, Laid, Polla en Rispond.
De bemanning van het Britse slagschip HMS Hood die vóór de Slag in de Straat van Denemarken in het loch voor anker lag, bracht in Portnancon haar laatste nacht op het vasteland door. HMS Hood werd tot zinken gebracht en slechts drie van haar 1418 bemanningsleden overleefden de slag.
Het is in Loch Eriboll dat de overblijvende 33 Duitse U-boten zich in 1945 hebben overgegeven. Het eiland Eilean Choraidh, dat voor Laid ligt, werd gebruikt als doelwit voor bommenwerpers van de Fleet Air Arm omdat het qua vorm leek op het Duitse schip Tirpitz. In april 1944 slaagden de Britten erin de Tirpitz met zware bommen te kelderen tijdens de Operatie Tungsten.

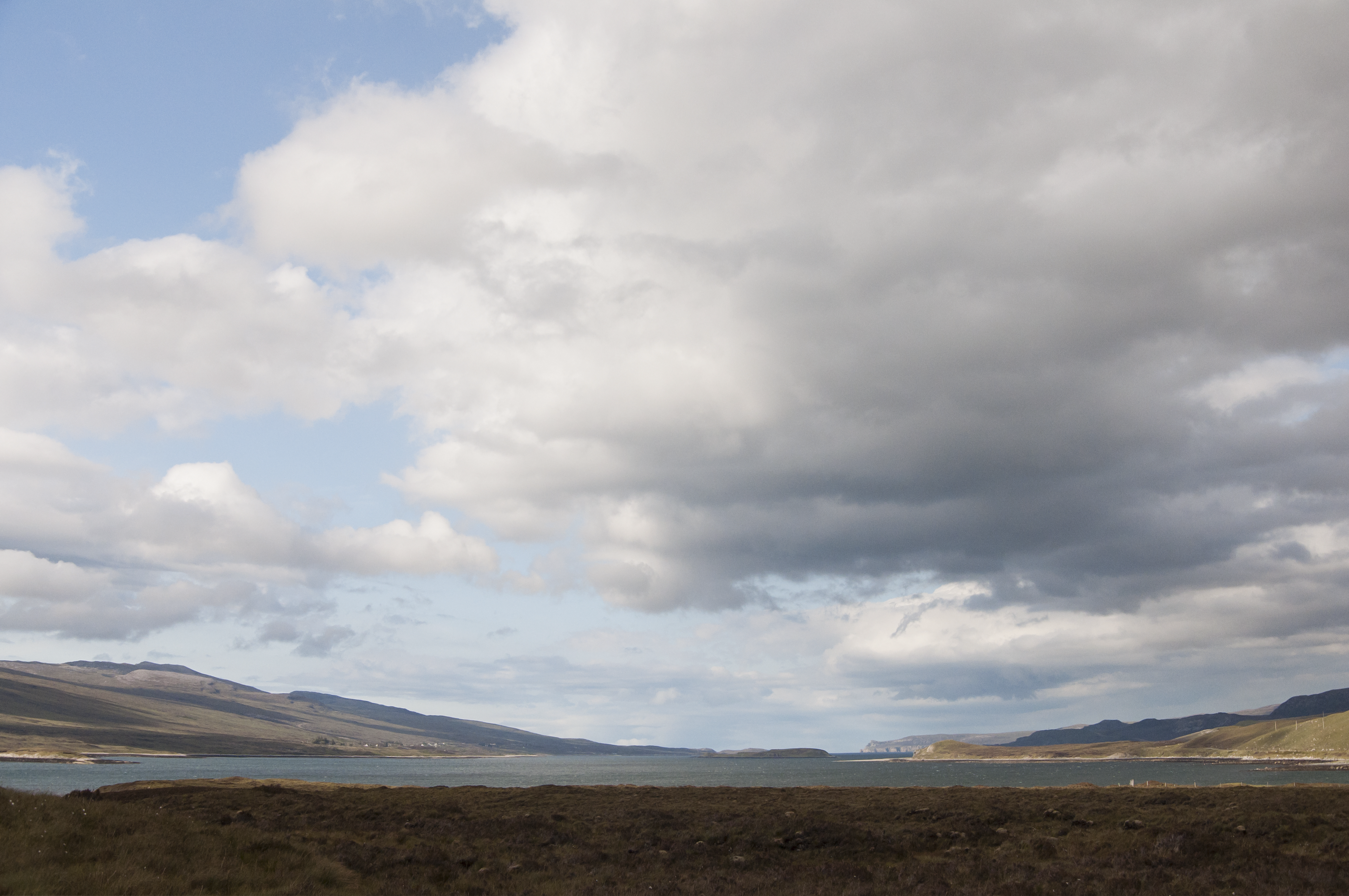
Loch Eriboll vanaf het zuiden
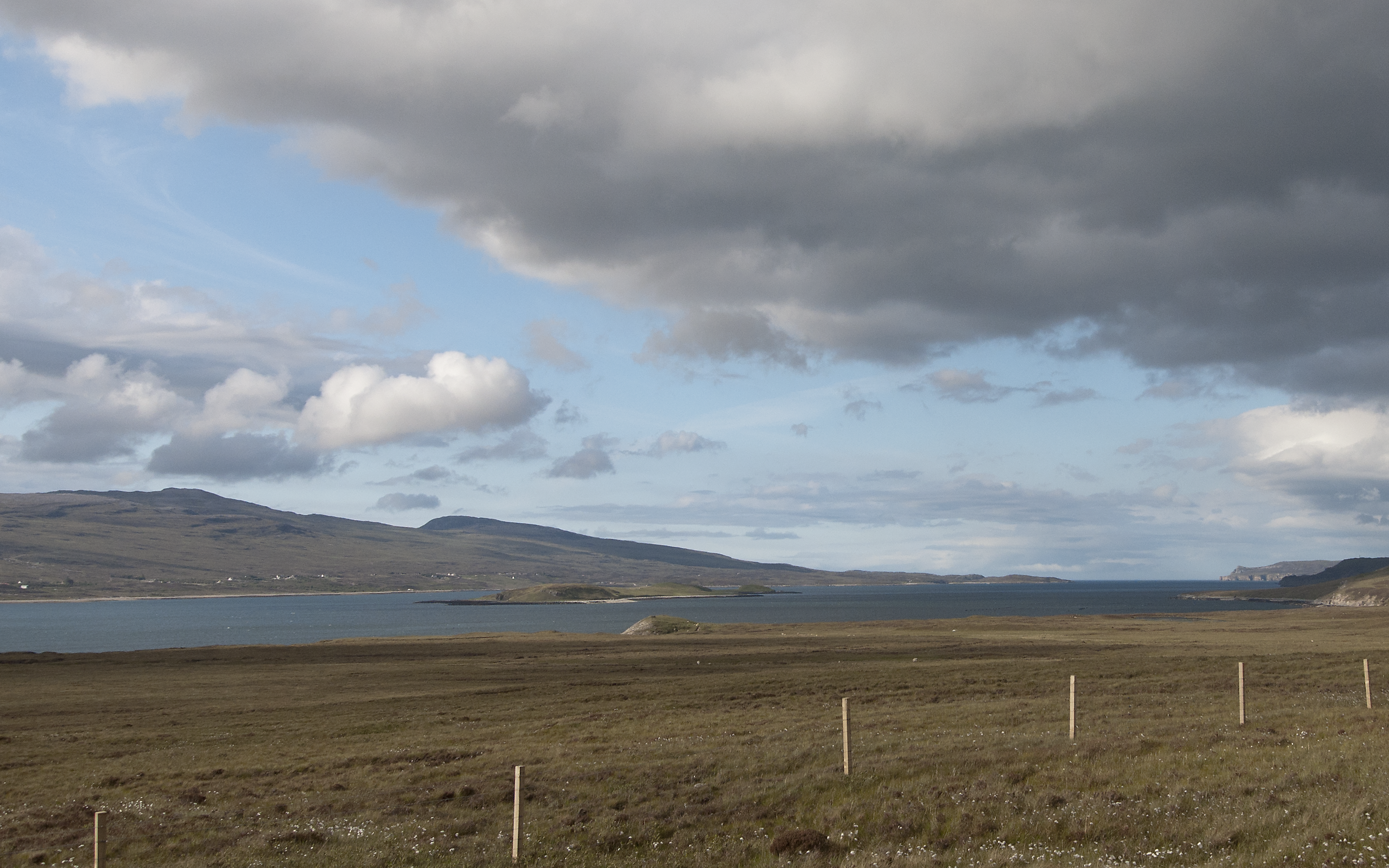
Loch Eriboll vanaf de oostelijke oever en Eilean Choraidh met Laid en Portnancon aan de overzijde